# Caio Minício Fundano
Caio Minício Fundano (em latim: Gaius Minicius Fundanus) foi um senador romano nomeado cônsul sufecto para o nundínio de maio a agosto de 107, com Caio Vetênio Severo. Um amigo de Plínio, o Jovem, Fundano é conhecido por ter sido o recipiente de um édito do imperador Adriano sobre julgamentos de cristãos em sua província.

## Carreira
Detalhes sobre a carreira de Fundano são escassos. Sabe-se que ele foi governador da Acaia, mas o ano é incerto. O terminus ante quem do começo de seu mandato foi 101, quando sabe-se que Caio Caristiano Juliano estava no posto, e o terminus ante quem do final é o ano de seu consulado, embora as cartas que ele recebeu de Plínio indiquem que ele não estava mais na Acaia, o que permite inferir que o fim de seu mandato pode ter sido, na data mais cedo, 105.
A maioria, senão todas, das cartas que Plínio escreveu a Fundano são de antes do consulado. Na primeira, Plínio declara que viver em suas terras era preferível a viver em Roma, onde ele estava sujeito a constantes pedidos de ajuda. A segunda é uma petição para que Fundano nomeie o filho de seu amigo Asínio Rufo para servir como questor durante seu esperado consulado. A terceira é outro pedido, desta de vez de seu voto em favor de Júlio Naso, que estava concorrendo a um cargo não determinado. Apesar de estas cartas demonstrarem claramente que os dois se conheciam, elas não revelam sinais de uma amizade mais próxima.
Depois de seu consulado (107), durante o reinado de Trajano, Fundano foi nomeado governador da Dalmácia, provavelmente entre 108 e 111.

## Cristãos
É através do historiador Eusébio que sabemos que Fundano foi procônsul da Ásia, provavelmente entre 122 e 123. Seu predecessor, Quinto Licínio Silvano Graniano, havia perguntado a Adriano como lidar com processos legais nos quais habitantes da província estavam acusando seus vizinhos de serem cristãos através de "informantes ou mero clamor". A resposta de Adriano foi afirmar que todas as acusações deste tipo deveriam ser tratadas nas cortes, onde o assunto poderia ser adequadamente investigado e, se eles forem "culpados de qualquer ilegalidade, você [Fundano] deve pronunciar sua sentença de acordo com o gravidade da ofensa".
Eusébio preservou o texto da resposta em sua "História Eclesiástica", uma importante testemunha independente da existência de uma ou mais comunidades cristãs naquela parte da Anatólia no início do século II. A única outra evidência da evidência destas comunidades é a lista das sete igrejas da Ásia no livro do Apocalipse (2:1-3:22).

## Família
O nome da esposa de Fundano é desconhecido, mas sabe-se que ele teve uma filha, Minica Marcela, a partir de duas fontes independentes. Seu vaso funerário foi identificado e, segundo ele, ela morreu com apenas 12 anos, 11 meses e sete dias. Plínio também atesta a existência dela, revelando informações sobre ela que indicam que os dois eram mais amigos do que o tom das cartas sugere. Numa delas, que Plínio escreveu para Efulano Marcelino, ele conta que a garota, apesar de ainda não ter quatorze anos, já havia sido prometida em noivado e que Fundano estava ocupado com os preparativos para a cerimônia. No fim, ele pede que Marcelino escreva a Fundano para consolá-lo por causa da morte prematura da garota.
Não se sabe se ele teve outros filhos.